# باشگاه فوتبال شباب البیضا
باشگاه فوتبال شباب البیضا یک باشگاه فوتبال یمنی می‌باشد.